# Alkonblåvinge
Alkonblåvinge, Phengaris alcon, är en fjärilsart som beskrevs av Michael Denis & Ignaz Schiffermüller 1775. Enligt Artfakta ingår alkonblåvinge i släktet Phengaris men enligt Catalogue of Life är tillhörigheten istället släktet Maculinea. Enligt båda källorna tillhör alkonblåvinge familjen juvelvingar, Lycaenidae.
Arten förekommer från europeiska fastlandet österut bort till Sibirien och Mongoliet. Den förekommer i Sverige och Danmark men inte i övriga Norden. Som de flesta juvelvingar utsöndrar den som larv ett ämne som uppskattas av myror, i synnerhet släktet Myrmica, rödmyror. 

## Utseende

### Imago
Alkonblåvinge har blå till violetta vingar med ett vingspann på runt 29-35 millimeter. Ovansidan är ganska matt. Hannen är klarare färgad än honan, som är mer brungrå. Antennerna är långa och klubbformade.

### Puppa
Puppan, som bildas i myrboet, är gul med vingslidorna något mörkare. När fjärilen kläcks ur puppan, tar den sig ut ur myrboet genom dess gångar innan den vecklar ut vingarna.

### Larv
Larven skiljer sig i utseende före och efter adoptionen av myrorna. Under de första två till tre veckorna när den fortfarande lever nere på botten av blomman hos värdväxten är den köttröd med huvudet i svart. När den lever i myrboet blir den gulvit.

### Ägg
Äggen är vita och klotformiga, något tillplattade och med gropar. De läggs ett och ett på blomknoppen eller nedre delen av en redan utslagen blomma och syns som små vita prickar.

## Ekologi

### Livsmiljö
Alkonblåvinge lever på fuktiga öppna marker som till exempel en mager fuktäng eller i övergångszoner mellan kärr och skog. Den trivs i marker som utsätts för kontinuerlig påverkan, som lätt betade ängar, kraftledningsgator och militära övningsfält.
Alkonvingen är i vissa områden starkt beroende av att ängar hålls öppna av betande djur. På andra håll hotas arten av ett för kraftigt betande som decimerar antalet närings- och näktarväxter.

### Beteende
Alkonblåvinge förekommer inom mycket begränsade områden och rör sig sällan utanför dessa.
I Sverige använder den i princip uteslutande klockgentiana som värdväxt för äggen. Nektar kan den emellertid hämta från ett stort antal blommande växter.

### Alkonblåvinge och myror
Myrorna adopterar larven som mycket liten och bär hem den till sitt bo där larven livnär sig dels på myrornas byten och dels på myrlarver. Alkonblåvingelarven växer klart och förpuppas i myrboet. Alkonblåvinge har i Europa endast noterats hos ängsrödmyra, Myrmica rubra.

## Utbredning
Utbredningsområdet omfattar norra Spanien, fläckvis i Frankrike, norra Italien, Schweiz, Belgien samt norra och sydöstra Tyskland till Danmark och Sverige, och dessutom österut genom Central- och Östeuropa till Centralasien.
I Sverige förekommer arten i Skåne, Halland, Bohuslän och Västergötland. Den har gått tillbaka inom sitt utbredningsområde då dess livsmiljöer fragmenterats eller förstörts genom exploatering. Framför allt närmare storstäderna, Malmö och Göteborg har förekomsterna försvunnit. I Skåne förekommer den på två kända platser, nämligen Hunnerödsmossen och nära Hällestad socken. I södra Halland finns den endast i Falkenbergs kommun och Halmstads kommun. Alkonblåvinge är Västergötlands landskapsinsekt.
Alkonblåvinge är rödlistad i Sverige. I 2000 och 2005 års rödlistor var den upptagen som sårbar, VU, medan den i 2010, 2015 och 2020 års rödlistor anges som starkt hotad, EN.

## Bildgalleri

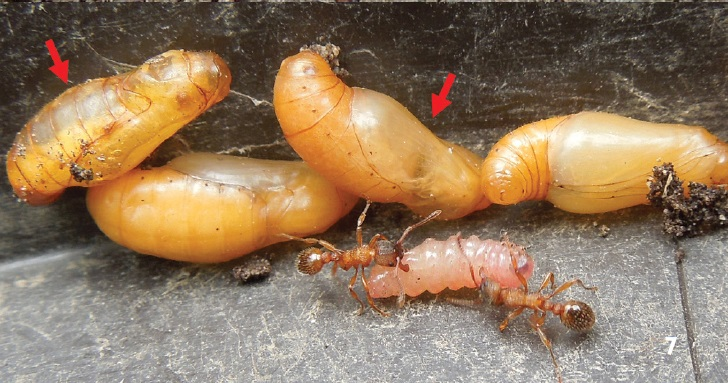
Puppor och larv av alkonblåvinge. (Röda pilar visar angrepp av parasitstekel).
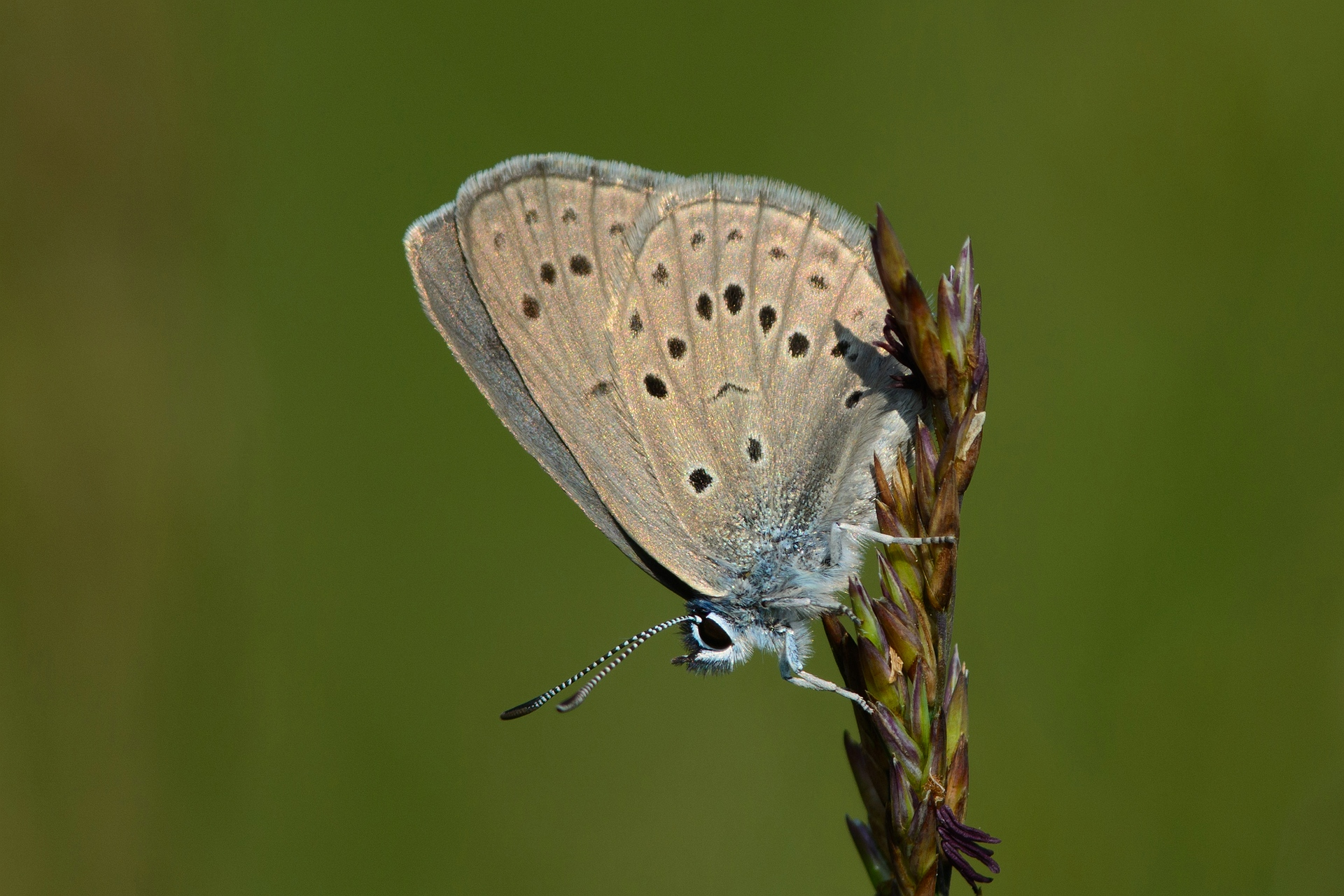
Imago fjäril
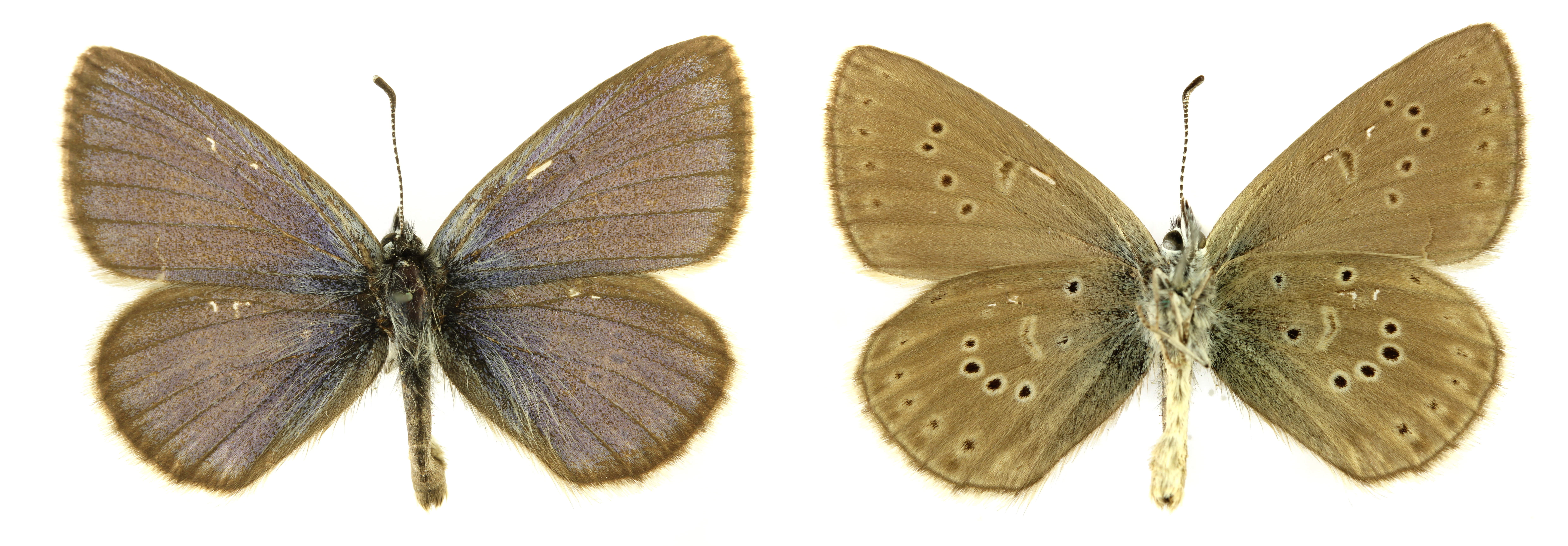
Preparerad (uppnålad) imago fjäril (över- och undersida av samma fjäril)